# يانسن نويز جونيور
يانسن نويز جونيور (بالإنجليزية: Jansen Noyes, Jr.)‏ هو مصرفي أمريكي، ولد في 1918، وتوفي في 2004.